# Alvites
Alvites est une freguesia (« paroisse civile ») du Portugal de la municipalité de Mirandela, située dans le district de Bragance et la région Nord.